# Strangers Again
| Совокупная оценка | Совокупная оценка |
| Источник          | Оценка            |
| ----------------- | ----------------- |
| Metacritic        | 68/100            |
| Оценки критиков   |                   |
| Источник          | Оценка            |
| AllMusic          | [ 1 ]             |
| Record Collector  | [ 2 ]             |
| The Rogers Revue  | A                 |

Strangers Again — тридцать второй студийный альбом американской певицы Джуди Коллинз, выпущенный 18 сентября 2015 года на её собственном лейбле Wildflower Records.

## Список композиций
| №                   | Название                                               | Автор(ы)                                   | Длительность |
| ------------------- | ------------------------------------------------------ | ------------------------------------------ | ------------ |
| 1.                  | «Strangers Again» (совместно с Ари Гестом)             | Ари Гест, Марвин Этциони                   | 4:24         |
| 2.                  | «Miracle River» (совместно с Майклом Макдональдом)     | Эми Холланд, Берни Кьяравалле, Джон Гудвин | 4:38         |
| 3.                  | «Belfast To Boston» (совместно с Марком Коном)         | Джеймс Тейлор                              | 3:45         |
| 4.                  | «When I Go» (совместно с Вилли Нельсоном)              | Дейв Картер                                | 4:25         |
| 5.                  | «Make Our Garden Grow» (совместно с Джеффом Бриджесом) | Ричард Уилбер, Леонард Бернстайн           | 3:28         |
| 6.                  | «Feels Like Home» (совместно с Джексоном Брауном)      | Рэнди Ньюман                               | 4:00         |
| 7.                  | «From Grace» (совместно с Томасом Дибдалом)            | Томас Дибдал                               | 3:44         |
| 8.                  | «Hallelujah» (совместно с Бхи Бхиманом)                | Леонард Коэн                               | 4:38         |
| 9.                  | «Someday Soon» (совместно с Джимми Баффеттом)          | Йен Тайсон                                 | 3:21         |
| 10.                 | «Stars In My Eyes» (совместно с Аледом Джонсом)        | Дон Роллингс, Джоди Грей, Стив Уолш        | 3:47         |
| 11.                 | «Send In The Clowns» (совместно с Доном Маклином)      | Стивен Сондхайм                            | 3:52         |
| 12.                 | «Races» (совместно с Гленом Хансардом)                 | Глен Хансард                               | 4:37         |
| Общая длительность: | Общая длительность:                                    | Общая длительность:                        | 48:29        |

| №                   | Название                                                 | Длительность |
| ------------------- | -------------------------------------------------------- | ------------ |
| 13.                 | «Last Thing on My Mind» (совместно со Стивеном Стиллзом) | 2:58         |
| 14.                 | «Diamonds and Rust» (совместно с Джоан Баэз)             | 3:55         |
| 15.                 | «When Your Eyes Close» (совместно с Puressence)          | 4:18         |
| Общая длительность: | Общая длительность:                                      | 59:20        |

## Чарты
| Чарт (2015)                           | Высшая позиция |
| ------------------------------------- | -------------- |
| США (Billboard 200)                   | 77             |
| США (Billboard Americana/Folk Albums) | 3              |
| США (Billboard Current Album Sales)   | 42             |
| США (Billboard Independent Albums)    | 14             |